# Slow Motion
 (avril 2024).
Si vous disposez d'ouvrages ou d'articles de référence ou si vous connaissez des sites web de qualité traitant du thème abordé ici, merci de compléter l'article en donnant les références utiles à sa vérifiabilité et en les liant à la section « Notes et références ».
Pour les articles homonymes, voir slow motion.
Albums de Supertramp
Is Everybody Listening?
(2001) Retrospectacle - The Supertramp Anthology
(2005)
Slow Motion est le onzième et dernier album studio de Supertramp, sorti en 2002. 
Contrairement à l'album précédent, Mark Hart ne chante pas sur cet album, Rick Davies est donc le seul chanteur sur tout le disque.
Les nostalgiques de l'album Breakfast in America, plus grand succès commercial du groupe, remarqueront avec plaisir que sur Slow Motion, Rick Davies et le reste du groupe ont, volontairement ou non, réussi à recréer la facture sonore de leur célèbre disque de 1979. Cela est particulièrement évident sur des pièces comme Broken Hearted et Bee In Your Bonnet qui cadreraient très bien sur Breakfast in America[réf. nécessaire]. Quant à Dead Man's Blues, c'est une solide composition de blues/jazz dont le long instrumental central, très bien senti, met en vedette le saxophone de John Helliwell et la trompette de Lee Thornburg. La chanson Goldrush a été écrite avec Richard Palmer-James en 1970, à l'époque de leur tout premier album mais n'avait pu trouver place sur celui-ci faute d'espace, ils débutaient leurs concerts avec cette pièce avant la période Crime of the Century.

## Titres
Toutes les chansons ont été écrites par Rick Davies sauf Goldrush par Rick Davies et Richard Palmer-James.
1. Slow Motion – 3:50
2. Little By Little – 4:30
3. Broken Hearted – 4:28
4. Over You – 5:06
5. Tenth Avenue Breakdown – 8:57
6. A Sting in the Tail – 5:17
7. Bee in Your Bonnet – 6:27
8. Goldrush (Rick Davies, Richard Palmer-James) – 3:06
9. Dead Man's Blues – 8:26

## Musiciens
- Rick Davies - chant, claviers, harmonica
- Mark Hart - guitare, claviers, chœurs
- Carl Verheyen - guitares
- Cliff Hugo - basse
- John Helliwell - saxophone, clarinette, chœurs
- Lee Thornburg - trompette, trombone, tuba, chœurs
- Bob Siebenberg - batterie
- Jesse Siebenberg - percussions, chœurs

## Production
- Production - Rick Davies, Mark Hart, Jay Messina
- Ingénieur - Jay Messina
- Mastering - Greg Calbi
- Pro-tools - Seth McClain
- Photographie - Jean Ber, Richard Frankel